# Aquinillum pallidum
Aquinillum pallidum là một loài bọ cánh cứng trong họ Cerambycidae.